# Storia della scienza in Argentina

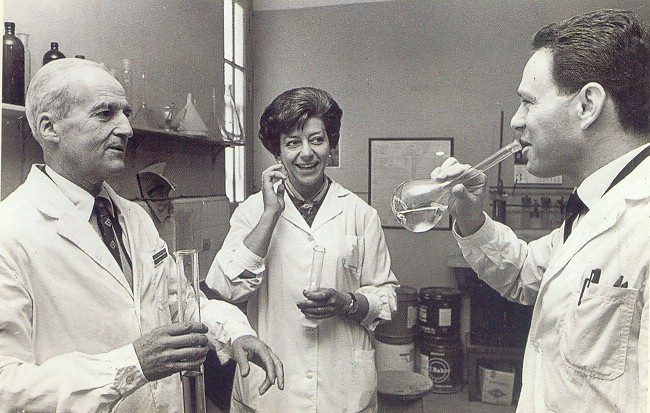
Luis Leloir (a sinistra) mentre festeggia con i suoi colleghi il giorno che fu premiato con il Premio Nobel della Chimica nel 1970.

La storia della scienza in Argentina ha visto come protagonisti i ricercatori e gli istituti scientifici di questo paese, esposti molte volte alle inclemenze della sua economia e della sua politica, ma capaci, nonostante tutto, di produrre opere durature e utili al sapere e alla tecnologia. Le epoche dei governi di Bernardino Rivadavia e di Domingo Faustino Sarmiento, quella della Generazione del 1880 e il decennio che va dal 1956 al 1966 furono i momenti del suo massimo splendore. Molti scienziati che contribuirono alla scienza in Argentina ebbero rilevanza internazionale, tra cui anche tre Premi Nobel (Bernardo Houssay, Luis Federico Leloir e César Milstein), e a loro volta vari ricercatori stranieri di fama mondiale si stabilirono in Argentina nel corso della storia. Tutti loro furono capaci nel far avviare nel paese la creazione di istituti scientifici conosciuti a livello mondiale per i loro conseguimenti.
I governi senza una larga veduta di idee e le crisi economiche furono le principali cause per le quali diversi scienziati ben formati in Argentina si videro costretti ad emigrare in paesi con un orizzonte più promettente e con maggiore libertà di espressione.
Il fisico, filosofo ed epistemologo argentino Mario Bunge, stabilitosi in Canada, che ricevette tra le varie onorificenze il Premio Principe di Asturie nel 1982, scrisse il seguente testo nel 2001, riferendosi alla politica  del suo paese negli ultimi decenni e agli insegnamenti che gli lasciarono Enrique Gaviola, primo astrofisico argentino di fama internazionale, e Bernardo Houssay, primo Premio Nobel a livello scientifico in Argentina:
(Mario Bunge)
Nonostante tutto, la scienza continua ad essere qualcosa per la quale l'Argentina può considerarsi orgogliosa: secondo una ricerca della rivista Nature condotta nel 2006 è uno dei 19 paesi a dirigere progetti e ad aver aumentato i suoi budget nell'area scientifica in quell'anno, e continua ad essere un leader nel continente americano, sostenuto dalla sua tradizione scientifica.